# Маја Јовановић
Маја Јовановић (Београд, 23. октобар 1968) српска је филмска, телевизијска, позоришна и гласовна глумица.